# 林投露兜树
林投露兜树（学名：Pandanus odorifer）又名華露兜、華露兜樹，为露兜树科露兜树属下的一种，原產於玻里尼西亞、澳洲、南亞的安達曼群島與菲律賓等地，也分佈於印度南部與緬甸及台灣部分海岸。